# Je cherche le criminel
Pour plus de détails, voir Fiche technique et Distribution.
Je cherche le criminel (Take My Life) est un film de procès britannique réalisé par Ronald Neame, sorti en 1947.

## Synopsis
Un homme accusé à tort du meurtre d'une ancienne petite amie doit compter sur sa femme pour faire le travail de détective et trouver le véritable assassin. Alors que le procès est en cours, sa femme continue ses recherches, car le temps est précieux.

## Fiche technique
- Titre : Je cherche le criminel
- Titre original : Take My Life
- Réalisation : Ronald Neame, assisté de George Pollock
- Scénario : Winston Graham, Margaret Kennedy, Valerie Taylor, d'après le roman Prenez ma vie (Take My Life) de Winston Graham
- Producteur : Anthony Havelock-Allan
- Musique : William Alwyn
- Directeur de la photographie : Guy Green
- Cadreur : Ernest Steward
- Montage : Geoffrey Foot, Jack Harris
- Direction artistique : Wilfred Shingleton
- Costumes : Joy Ricardo
- Société de production : Cineguild
- Durée : 79 minutes
- Pays :  Royaume-Uni
- Langue : Anglais
- Format : Noir et blanc — 35 mm — 1,37:1 — Son : Mono
- Dates de sortie :
  -  Allemagne,  Portugal : 1947
  -  France : 7 juillet 1948

## Distribution
- Hugh Williams : Nicholas Talbot
- Greta Gynt : Phillipa Shelley
- Marius Goring : Sidney Fleming
- Francis L. Sullivan : Avocat général
- Henry Edwards : Inspecteur Archer
- Rosalie Crutchley : Elizabeth Rusman
- Marjorie Mars : Mrs. Newcombe
- David Walbridge : Leslie Newcombe
- Herbert C. Walton
- D.A. Mehan : Chimiste
- Hugh Kelly : Médecin aux urgences
- Dorothy Bramhall : une infirmière
- Nelly Arno : Mrs. Rusman
- Frederick Morant : Agent de concert
- Grace Denbigh Russell : directeur d'orchestre
- Eleanor Summerfield : Miss Carteret
- Olive Walter : Mrs. Langridge
- Pat Susands
- Henry Morrelle : Juge
- Maurice Denham : avocat de la défense
- Leo Britt : John Newcombe
- Keith Lloyd : Bungey Baker
- Margaret Boyd : Mrs. Turnbull
- Hubert Leslie : Angus Baird
- Deidre Doyle : Annie Baird

Acteurs non crédités
- Ronald Adam : Détective Hawkins
- Leo Bieber : Chef d'orchestre
- John Boxer : Policier effectuant un rapport
- Madge Brindley : Femme avec l'enfant à la gare
- Gerald Campion : Vendeur de journaux à la gare
- Dennis Harkin : Homme dans la cabine téléphonique
- Campbell Singer : Sergent de police